# Odd Look
Singles par Kavinsky
'ProtoVision'
(2012) 'Blizzard'
(2012)
Singles par The Weeknd
Belong to the World
(2012) Love in the Sky
(2012)
Odd Look est une chanson enregistrée par le DJ français Kavinsky, sortie le 6 juin 2013 sous l'album OutRun. La chanson est utilisée lors d'une publicité pour la marque BMW en 2012. Le chanteur canadien The Weeknd remixe la chanson en y apposant sa voix et l'inclut dans son premier album Kiss Land en 2013. 

## Classement
| Classement                       | Pays       | Position | Référence |
| -------------------------------- | ---------- | -------- | --------- |
| Ultratop 50 Singles (Flandres)   | Belgique   | 10       | [ 2 ]     |
| Ultratop 50 Singles (Wallonie)   | Belgique   | 34       | [ 3 ]     |
| Billboard Dance/Electronic Songs | États-Unis | 46       | [ 4 ]     |
| SNEP                             | France     | 46       | [ 5 ]     |